# 克圖帕

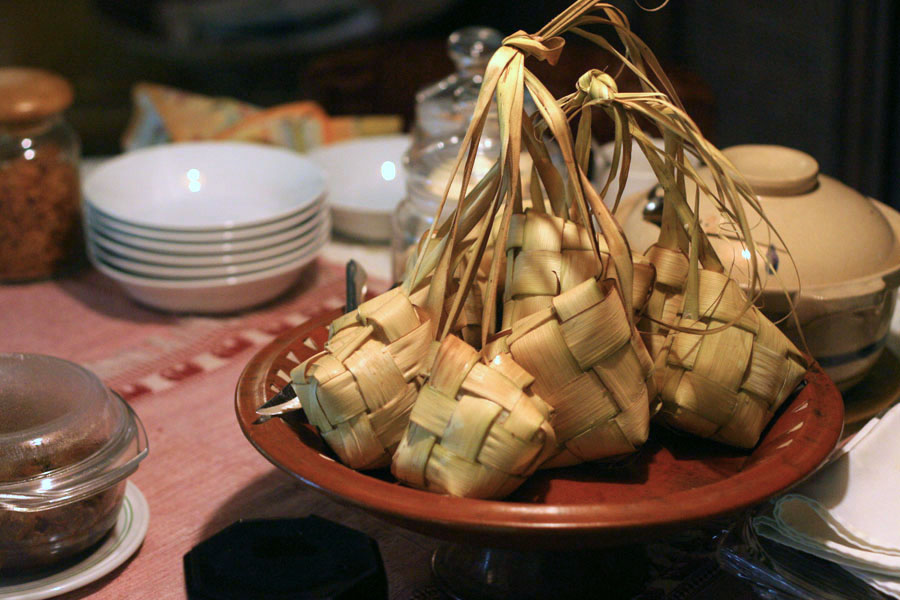
克圖帕

克圖帕、印尼客家人稱其為㖦叭，是一种东南亚传统食物，在马来西亚、印尼、新加坡等马来族居多的地方欢庆开斋节時常见这种食物，并且当成开斋节主要象征之一。
克圖帕由於制法与形状类似华人所紮的粽子，所以当地华人习惯上把它称作“马来粽”，基于相同原因，马来社群也习惯将华人的粽子称作中華克圖帕（ketupat Cina）。通常所见的克圖帕大抵可分两种：一种是采用羽状棕榈叶（daun tupat）包裹的，另一种是用椰叶紮成。

## 做法
用来包紮克圖帕的棕榈叶子与槟榔叶子大同而小异，长约二尺，每根羽叶拥有骨干三四支，张起来可有约三四寸的阔度，所以一粒粽子只须一根羽叶便足。
其次，由於棕榈叶子骨干细幼而韧，因而事先无须削去骨支也可如意包紮。按照一般的包紮方法，首先是将叶子摊开，打成活结样子的三角形粽囊，然後从空隙中塞入糯米。不过，这糯米并不是生米，而是事先调合适量椰浆煮过的半熟米。
当空囊被塞满後，活结便加以缩紧，俾使叶子坚牢包紮住米粒；为了免得在烹煮时脱落起见，末端更须打上上个小结。紮妥後的粽子固是三角形，惟不似华人粽子的立方三角，而是略扁的等边三角形。（现代也常见方形马来粽。）
在下锅之前，所有的粽子也分作三五只绑成一束，以便提携和计算，不过从头至尾无须任何绳子绑紮，因为那细长的叶子不但足以包紮，而且还有余叶可供绑束，不像華人的粽子一般需使用細繩綁紮。
專用來配食“沙嗲”的四角形粽子，也叫“都拔”，只用白米製成。包紮法是以椰子樹的嫩葉，用編織草蓆的方法織成一隻只四方形而略扁的小粽囊，僅留著上端開口，從中塞入洗淨的米粒。編織多餘葉子則用以綁紮成束。